# Estádio Estrela Vermelha
O Estádio Rajko Mitic (em sérvio: Stadion Rajko Mitic, apelidado de Marakana) é um estádio localizado em Belgrado, na Sérvia. É a casa do Estrela Vermelha (Crvena Zvezda) e da Seleção Sérvia de Futebol.
Foi inaugurado em 1 de setembro de 1963 num jogo entre o Crvena Zvezda e o NK Rijeka, com vitória do Crvena por 2 a 1, sua capacidade comporta 55 538 torcedores, após reformas visando conforto e segurança que aconteceram no mundo todo em função de orientações da FIFA, pois até a década de 1990 a capacidade anunciada era de 97.000. O recorde de público oficial foi em 23 de abril de 1975, pela Taça dos Clubes Vencedores de Taças, na semifinal contra o time do húngaro Ferencváros TC (2 a 2), com 96.070 torcedores, mas especula-se que o número de espectadores poderia ter chegado aos 110 000
Foi nessa época que o estádio ganhou o apelido de Marakana, em referência e homenagem ao estádio do Maracanã, no Rio de Janeiro. No entanto, como não há nasalização na língua servo-croata, os sérvios pronunciam o nome do estádio com tônica na penúltima sílaba: maraKAana.
Os torcedores do Zvezda têm por slogan comum a frase Moje mesto je na Marakani, ou "Meu lugar é no Marakana". O dono do estádio, o Crvena Zvezda (Estrela Vermelha, em Português), é o único clube sérvio a conseguir se sagrar campeão Intercontinental, feito realizado em 1991 diante do Colo Colo do Chile.

## Jogos importantes
- A final da Liga dos Campeões da UEFA de 1972-1973 entre AFC Ajax (HOL) e Juventus FC (ITA) (1 a 0 para o time holandês);
- Alguns jogos do Eurocopa de 1976, como a Semi-Final entre Iugoslávia e Alemanha Ocidental (4 a 2 para os alemães, com três gols de Dieter Müller, após os iugoslavos estarem vencendo por 2 a 0), e a Final entre Tchecoslováquia e Alemanha Ocidental, com empate em 2 a 2 no tempo normal e 5 a 3 para os tchecos nos Penâltis.
- Semifinal da Liga dos Campeões da UEFA de 1990-1991 entre Estrela Vermelha e Bayern de Munique, com empate em 2 a 2 (como o Estrela venceu o 1º jogo em Munique por 2 a 1, classificando-se para a final, quando se sagrou Campeão Europeu).